# 사실은 있잖아, 나한테 초능력이 있어
"사실은 있잖아, 나한테 초능력이 있어"(Actually, I Am A Superman)는 한국에서 제작된 송광호 감독의 2009년 드라마, 판타지 영화이다. 이민호 등이 주연으로 출연하였고 송광호 등이 제작에 참여하였다.

## 출연

### 주연
- 이민호
- 정지윤
- 정의순
- 김정은
- 김재영
- 한태호
- 김가란

## 기타
- 조명: 유지선
- 조감독: 김태곤
- 조감독: 이종철
- 녹음: 안대환
- 믹싱: 송영호
- 미술: 전진원